# اسداغی
اُسداغی، روستایی از توابع بخش مرکزی شهرستان مرند در استان آذربایجان شرقی ایران است.

## جمعیت
این روستا در دهستان بناب (مرند) قرار دارد و براساس سرشماری مرکز آمار ایران در سال ۱۳۸۵، جمعیت آن ۵۷۶ نفر ( خانوار) بوده‌است.